# Stan Crowther
Stanley "Stan" Crowther (3 de septiembre de 1935 - 28 de mayo de 2014) fue un futbolista inglés. Jugó en la English Football League para los clubes Aston Villa, Manchester United, Chelsea y el Brighton & Hove Albion durante los años 1950 y comienzos de 1960. Nació en Bilston, Staffordshire, y ganó tres veces partidos internacionales con la selección inglesa sub-23, aunque nunca fue seleccionado en la categoría absoluta.

## Vida y carrera
Crowther nació en Bilston, Staffordshire. A media ala, fichó por el Aston Villa del club de la no-liga Bilston Town por un precio de 750 £ en el año 1955. Fue parte del equipo de Villa que venció a Manchester United 2-1 para ganar la final de la FA Cup 1957. Menos de un año después, en febrero de 1958, Crowther fue apresuradamente firmado por el United con unos 18.000 £ a raíz del desastre aéreo de Múnich. La transferencia se completó alrededor de una hora antes de su partido contra el Sheffield Wednesday en la FA Cup.
Después de haber jugado con Villa en la competencia ese año, Crowther normalmente habría sido vinculado en la copa, pero la escuadra de United había sido devastada por la tragedia de Múnich y por lo tanto se les dio un permiso especial por la Asociación de Fútbol al campo. El United ganó el partido 3-0, y Crowther y United pasó a llegar a una segunda final consecutiva, aunque perdieron por 2-0 ante el Bolton Wanderers.